# Élections générales yukonnaises de 2002
L'élection générale yukonnaise de 2002 se déroule le 4 novembre 2002 afin d'élire les 18 députés à l'Assemblée législative du Yukon. Il s'agit de la 31e élection générale depuis la création de ce territoire du Canada en 1898. 
Le Parti du Yukon, dirigé par Dennis Fentie, défait le gouvernement libéral de Pat Duncan et forme un gouvernement majoritaire.

## Résultats
| Parti    | Parti          | Chef                                                      | # de candidats                                            | Sièges                                                    | Sièges                                                    | Sièges                                                    | Sièges                                                    | Voix                                                      | Voix                                                      | Voix                                                      |
| -------- | -------------- | --------------------------------------------------------- | --------------------------------------------------------- | --------------------------------------------------------- | --------------------------------------------------------- | --------------------------------------------------------- | --------------------------------------------------------- | --------------------------------------------------------- | --------------------------------------------------------- | --------------------------------------------------------- |
| Parti    | Parti          | Chef                                                      | # de candidats                                            | 2000                                                      | Dissolution                                               | Élus                                                      | % Diff.                                                   | #                                                         | %                                                         | % Diff.                                                   |
|          | Parti du Yukon | Dennis Fentie                                             | 18                                                        | 1                                                         | 2                                                         | 12                                                        |                                                           | 5 650                                                     | 40,35 %                                                   |                                                           |
|          | NPD            | Todd Hardy                                                | 18                                                        | 6                                                         | 4                                                         | 5                                                         |                                                           | 3 763                                                     | 26,87 %                                                   |                                                           |
|          | Libéral        | Pat Duncan                                                | 18                                                        | 10                                                        | 8                                                         | 1                                                         |                                                           | 4 056                                                     | 28,96 %                                                   |                                                           |
|          | Indépendant    | Indépendant                                               | 6                                                         | -                                                         | 3                                                         | -                                                         |                                                           | 535                                                       | 3,82 %                                                    |                                                           |
| Total    | Total          | Total                                                     | 60                                                        | 17                                                        | 17                                                        | 18                                                        |                                                           | 14 004                                                    | 100 %                                                     |                                                           |
| Source : | Source :       | [PDF] Rapport du directeur général des élections du Yukon | [PDF] Rapport du directeur général des élections du Yukon | [PDF] Rapport du directeur général des élections du Yukon | [PDF] Rapport du directeur général des élections du Yukon | [PDF] Rapport du directeur général des élections du Yukon | [PDF] Rapport du directeur général des élections du Yukon | [PDF] Rapport du directeur général des élections du Yukon | [PDF] Rapport du directeur général des élections du Yukon | [PDF] Rapport du directeur général des élections du Yukon |